# Ralph Bates
Ralph Bates, född 3 november 1899 i Swindon, död 26 november 2000, var engelsk författare. Han var länge bosatt i Spanien, där han deltog i inbördeskriget på republikanernas sida och vistades efter 1937 huvudsakligen i USA.
Hans politiskt radikala författarskap har ofta hämtat motiv från spansk eller mexikansk proletärmiljö.

## Biografi
Efter avslutad skolgång arbetade Bates som lärling och montör vid Great Western Railway med tillverkning av lok och järnvägsvagnar. År 1917 försökte han komma in vid Royal Flying Corps. Han trodde sig vara ett officersämne, men insåg snart att ingen från arbetarklassen hade någon chans att bli antagen.
Så småningom blev han korpral i armén och tjänstgjorde som sådan under första världskriget. År 1918 arresterades han efter att i uniform ha lyssnat på två amerikanska soldaters föreläsning om ryska revolutionen. Bestraffningen för detta kom senare att påverka hans syn på människor med makt.
Efter att ha lämnat de väpnade styrkorna åkte han först till Paris där han arbetade som gatsopare. Efter återkomsten till London gifte han sig med skolläraren Winifred Sandford och 1923 gick båda in som medlemmar i Kommunistpartiet i Storbritannien. Under ett kringflackande liv de båda förde i Europa uppstod hans ambition att bli författare, och under 1930-talet utkom han med ett antal böcker.
Vid utbrottet av spanska inbördeskriget värvade sig Bates i regeringsstyrkorna och bidrog till att organisera de internationella brigaderna, medan Winifred arbetade som journalist och propagandist i Barcelona.
Efter att på olika sätt varit aktiva i spanska inbördeskriget flyttade paret 1938 först till Mexiko för att senare bosätta sig i USA. Han bröt där med kommunistpartiet efter att pakten mellan Nazityskland och Sovjetunionen undertecknades 1939.
År 1948 utsågs Bates till professor i litteratur vid New York University och var vid den tiden en stor kritiker av MacCartyismen.
Han fortsatte att skriva men hämmades mycket av sin roll som offentlig person och av sin besvikelse på det politiska systemet, och ansåg att hans alster aldrig var avslutade.

## Produktion i urval
- Sierra (noveller 1933)
- Lean men: An episode in a life (1934)
- Biografi över Franz Schubert (1934)
- The olive field (roman 1936)
- The fields of paradise (roman 1940)
- The Dolphin in the Wood (1950)